# Edmund Stoffels
Edmund Stoffels (Bütgenbach, 15 maart 1957) is een Belgisch politicus van de PS/SP.

## Levensloop
Als licentiaat in de sociale psychologie aan de Universiteit van Luik, werd Stoffels beroepshalve psycholoog in een PMS-Centrum. Als psycholoog was Edmund Stoffels in 1992 de oprichter van een consumentenbeschermingsorganisatie. Van 1983 tot 1987 was hij eveneens bedrijfsleider van de theaterwerkplaats Agora. 
Als socialistisch militant was Stoffels tussen 1988 en 1997 geattacheerde op de kabinetten van de Waalse ministers-presidenten Bernard Anselme (1988-1992), Guy Spitaels (1992-1994) en Robert Collignon (1994-1997). Daarna was hij van 1997 tot 1999 de kabinetschef van de OCMW-voorzitter van de stad Luik. In die periode was hij van 1995 tot 1997 eveneens gemeenteraadslid van Sankt Vith, van 1990 tot 1999 lid van het Parlement van de Duitstalige Gemeenschap en voorzitter van de SP-fractie in het Duitstalige Gemeenschapsparlement. In oktober 1999 werd Stoffels verkozen tot voorzitter van de SP, een functie die hij in september 2011 doorgaf aan Antonios Antoniadis. Daarnaast was hij van 2006 tot 2019 gemeenteraadslid van Amel.
In juni 1999 werd Stoffels verkozen in het Waals Parlement en was zo, na Alfred Evers in 1995, de tweede Duitstalige verkozene in dit parlement. Vanaf dat jaar was hij in het Parlement van de Duitstalige Gemeenschap tevens mandataris met raadgevende stem, waardoor hij niet in het Parlement van de Franse Gemeenschap kon zetelen. Hij bleef dit tot in 2000 en was dan tot in 2002 nogmaals volwaardig lid van het Duitstalige Gemeenschapsparlement als opvolger van Karl-Heinz Lambertz. Vanaf dan was hij terug mandataris met raadgevende stem. Hij bleef Waals Parlementslid tot in mei 2019 en stelde zich bij de verkiezingen die maand enkel verkiesbaar voor het Parlement van de Duitstalige Gemeenschap. Stoffels raakte verkozen en werd zo weer volwaardig lid van dit parlement.
In september 2019 nam hij ontslag als parlementslid. Vervolgens kreeg hij van de Duitstalige Gemeenschapsregering de bijzondere opdracht om de overdracht van de bevoegdheden stadsontwikkeling en ruimtelijke ordening aan de Duitstalige Gemeenschap voor te bereiden. In november 2019 werd duidelijk dat Stoffels de functie niet aannam, omdat hij ontevreden was met de invulling ervan.